# اندیس قنات سیر ۱
قنات سیر ۱ یک اندیس فلزی است که در حوالی شهر چار گنبد استان کرمان قرار دارد و مادهٔ معدنی موجود در آن، مس است.سنگ میزبان این اندیس آمیزه رنگین است و دیرینگی آن به دوران ائوسن می‌رسد. در این اندیس، پاراژنز‌های مالاکیت یافت می‌شوند.